# Integratív pszichoterápia
Az integratív pszichoterápia célja a hatékonyabb, emberközelibb, célravezetőbb alkalmazásokkal, gyorsabban elérni a pszichés egészséget. Módszerspecifikus terápia, a legtöbb hasznos módszert magába integrálja, innen származik a neve. Eszközei sokrétűek, eredményeit azáltal éri el, hogy a terápia során, mindig az adott pillanatban legalkalmasabb módszert használja, akár egy terápiás ülésen belül is.
Alkalmazott módszerei: módosult tudatállapot (hipnózis), KIP, ego-state, regresszió, viselkedésterápia, ericksoni terápia, Bradshow (kettős regresszió), NLPt, és még sok más apró eljárás. A különböző módszerek a „szubrutin” eljárással kapcsolhatók össze.

## Külső hivatkozások
- Integratív Pszichoterápiás Egyesület